# Bernt Arne Lynge
Bernt Arne Lynge, född 9 juli 1884 i Lyngør, död 28 januari 1942, var en norsk botaniker. 
Lynge blev 1906 assistent vid botaniska trädgården i Kristiania (nuvarande Oslo), 1915 konservator vid botaniska museet där, 1917 filosofie doktor i Kristiania, 1918 docent i systematisk botanik, var vikarierande föreståndare för botaniska trädgården 1922–1923 och museet 1922–1924 samt blev professor vid Universitetet i Oslo 1935. 
Lynge deltog som botaniker i Olaf Holtedahls expedition till Novaja Zemlja 1920. Hans flesta skrifter behandlar lavarna; särskilt märks Index specierum et varietatum lichenum quæ collectionibus "Lichenes exsiccati" distributæ sunt (1915–1920) samt Vascular Plants from Novaya Zemlya (1923).